# 鹿児島県道365号脇本赤瀬川線
鹿児島県道365号脇本赤瀬川線（かごしまけんどう365ごう わきもとあかせがわせん）は、鹿児島県阿久根市を通る一般県道である。

## 概要
現在の国道389号が開通するまではこの鹿児島県道365号脇本赤瀬川線を国道389号としていた。

### 路線データ
- 起点：鹿児島県阿久根市脇本（八郷入口交差点、国道389号交点、鹿児島県道378号荒崎黒之浜港線終点）
- 終点：鹿児島県阿久根市赤瀬川（赤瀬川交差点、国道3号交点）

## 歴史
- 1989年（平成元年）3月29日 - 鹿児島県告示第696号により「鹿児島県道365号折口陣之尾線」が廃止され、告示697号により鹿児島県道365号脇本赤瀬川線として認定される[1]。

## 地理

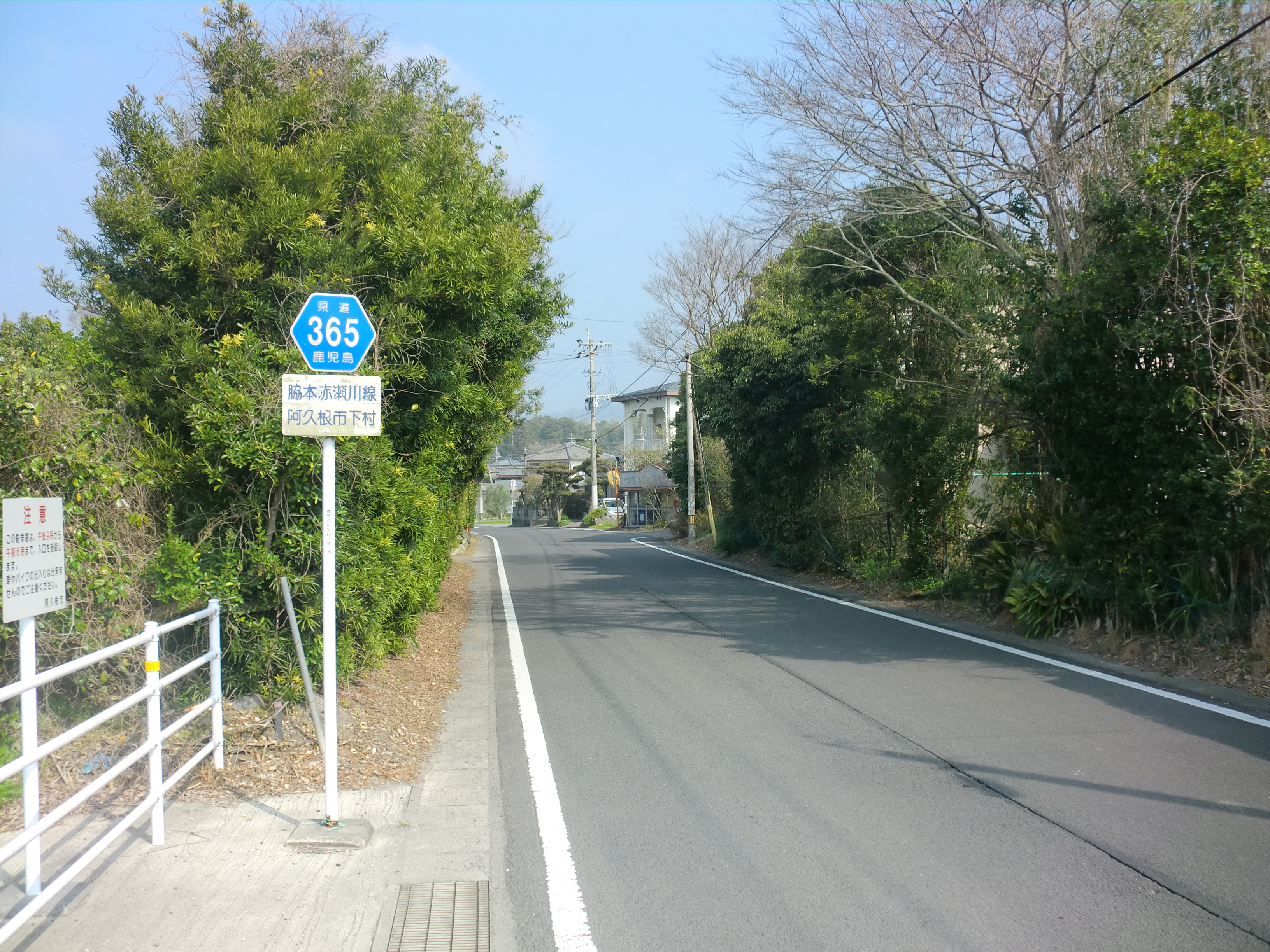
阿久根市脇本、下村

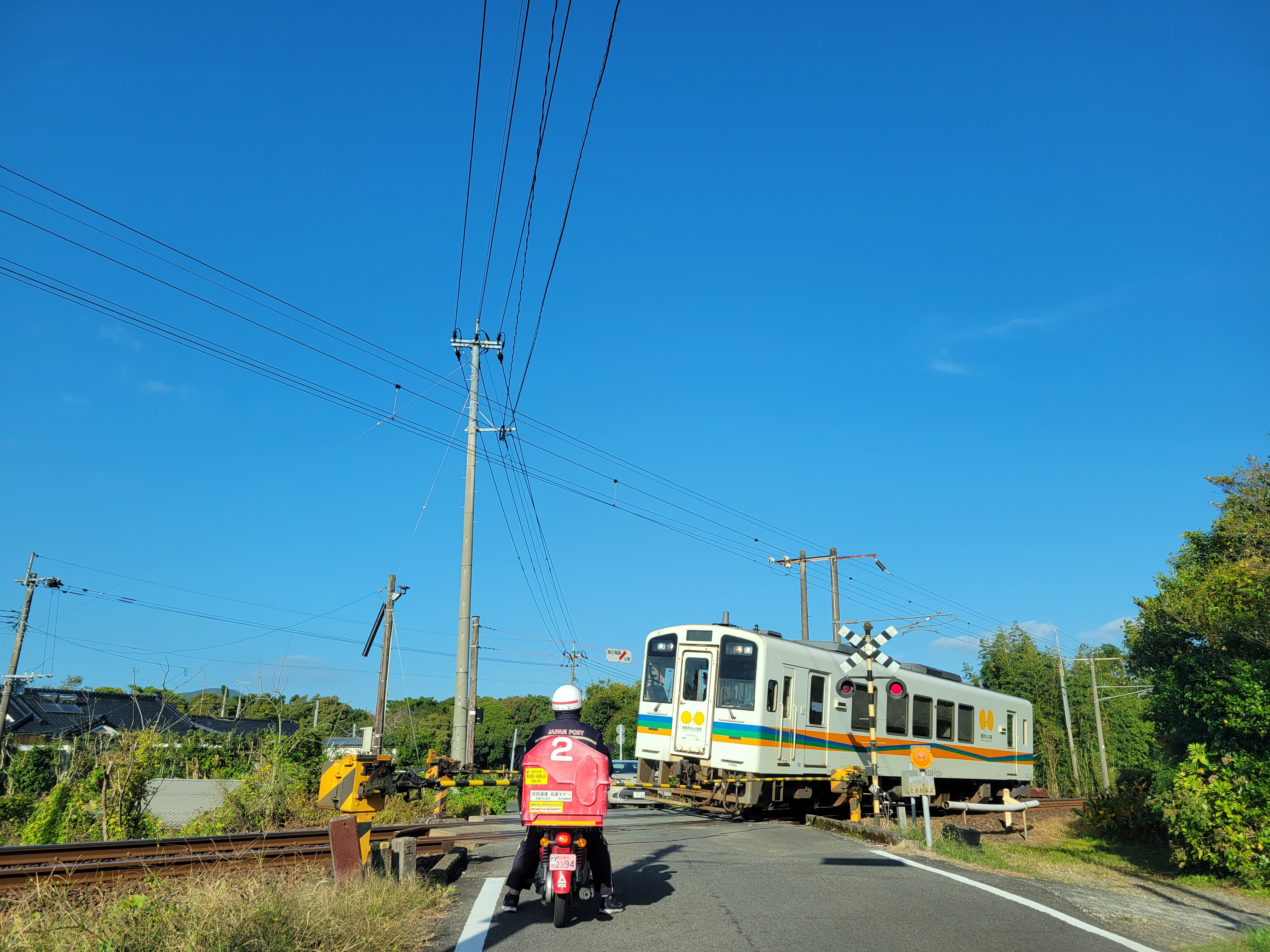
肥薩おれんじ鉄道・牟田踏切（阿久根市折口、脇本方面）

### 通過する自治体
- 阿久根市

### 交差する道路
| 交差する道路                            | 交差する場所 | 交差する場所          |
| --------------------------------------- | ------------ | --------------------- |
| 国道389号 鹿児島県道378号荒崎黒之浜港線 | 脇本         | 八郷入口交差点 / 起点 |
| 国道3号                                 | 赤瀬川       | 赤瀬川 / 終点         |

### 交差する鉄道
- 肥薩おれんじ鉄道線

### 沿線
- 阿久根市立脇本小学校
- 阿久根市立三笠中学校
- 肥薩おれんじ鉄道線 折口駅
- 国土交通省 鹿児島国道工事事務所 阿久根維持出張所
- 阿久根警察署